# Bengt Ekerot
Nils Bengt Folke Ekerot, a volte chiamato anche Bengt Ekeroth (Stoccolma, 8 febbraio 1920 – Stoccolma, 26 novembre 1971), è stato un attore e regista svedese.
Ekerot apparve in molti film svedesi, ed è principalmente ricordato per il ruolo della Morte nel film Il settimo sigillo (1957) di Ingmar Bergman. Nel 1958 lavorò ancora con Bergman nel film Il volto, in cui interpretò la parte di Johan Spegel.
L'attore morì a 51 anni, a causa di un cancro ai polmoni.

## Filmografia parziale
- A rischio della vita (Med livet som insats), regia di Thor L. Brooks (come Thor Brooks) e Alf Sjöberg (1940)
- Hanna i societén, regia di Gunnar Olsson (1940)
- Det sägs på stan, regia di Per Lindberg (1941)
- Franchi tiratori (Snapphanar), regia di Åke Ohberg (1941)
- Lågor i dunklet, regia di Hasse Ekman (1942)
- Vi hemslavinnor, regia di Schamyl Bauman (1942)
- Man glömmer ingenting, regia di Åke Ohberg (1942)
- Natt i hamn, regia di Hampe Faustman (1943)
- När ungdomen vaknar, regia di Gunnar Olsson (1943)
- Sonja, regia di Hampe Faustman (1943)
- 13 sedie (13 stolar), regia di Börje Larsson (1945)
- Dinamite (Dynamit), regia di Allan Axelson (1947)
- Il settimo sigillo (Det sjunde inseglet), regia di Ingmar Bergman (1957)
- Il volto (Ansiktet), regia di Ingmar Bergman (1958)
- På en bänk i en park, regia di Hasse Ekman (1960)
- Anghingò (Ole dole doff), regia di Jan Troell (1968)
- Korridoren, regia di Jan Halldoff (1968)

## Doppiatori italiani
- Bruno Persa in Il settimo sigillo
- Gualtiero De Angelis in Il volto